# جشنواره فیلم گرامادو
جشنواره فیلم گرامادو (پرتغالی: Festival de Gramado) جشنواره بین‌المللی فیلم است که هر ساله در گرامادو برزیل برگزار می‌شود. این جشنواره بزرگترین جشنواره کشور برزیل محسوب می‌شود.